# ランベルト正積円錐図法

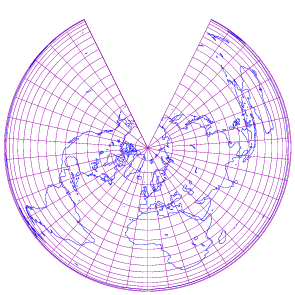
10°ごとの経緯線グリッドを施したランベルト正積円錐図法

ランベルト正積円錐図法（ランベルトせいせきえんすいずほう、Lambert Equal-Area Conic Projection）とは、地図投影法の一つで、正積図法の一種である。1772年にヨハン・ハインリヒ・ランベルトが考案・発表した。

## 投影法の特徴
この投影法により、地球は扇形に投影され、緯線は扇形の頂点を中心とする同心円弧状に、経線は当該頂点から放射状に描かれる。アルベルス正積円錐図法の特殊な場合として解釈でき、高緯度側の標準緯度を90°に設定したものに相当する。他方で、ランベルト正積方位図法の一般化された場合としても解釈でき、投影される扇形の中心角を360°（すなわち円板）に設定した場合がランベルト正積方位図法に相当する。

## 投影の表式
以下では地球を赤道半径 a 、離心率 e の扁球回転楕円体として説明する。
座標原点を扇形の頂点に相当する投影点にとり、当該原点から赤道へ向かう方向を正方向とした中央経線をX軸に設定し、当該中央経線の経度をλ0 とするとき、標準緯度 φs に対して、緯度 φ、経度 λ の点を
{\displaystyle x=r(\varphi )\cos k(\lambda -\lambda _{0}),\quad y=r(\varphi )\sin k(\lambda -\lambda _{0})}
{\displaystyle r(\varphi )={\sqrt {\frac {S(\pi /2)-S(\varphi )}{k\pi }}}}
に投影する。ただし、
{\displaystyle k={\frac {\left(N_{\varphi _{s}}\cos \varphi _{s}\right)^{2}}{S(\pi /2)-S(\varphi _{s})}}\pi }
{\displaystyle S(\varphi )=2\pi \int _{0}^{\varphi }M_{\theta }N_{\theta }\cos \theta {\mathrm {d} }\theta =\pi a^{2}\left({\frac {1}{e}}-e\right)\left\{{\frac {e\sin \varphi }{1-(e\sin \varphi )^{2}}}+\tanh ^{-1}(e\sin \varphi )\right\}}　（赤道と緯度 φ の平行圏に挟まれた緯度帯の面積）
であり、{\displaystyle M_{\varphi }={\frac {a(1-e^{2})}{(1-e^{2}\sin ^{2}\varphi )^{3/2}}}} 及び {\displaystyle N_{\varphi }={\frac {a}{\sqrt {1-e^{2}\sin ^{2}\varphi }}}} は、それぞれ緯度 φ に対する子午線曲率半径及び卯酉線曲率半径である。{\displaystyle k=1} の場合がランベルト正積方位図法に相当する表式となる。